# Cot Leuboy
Cot Leuboy är ett berg i Indonesien.   Det ligger i provinsen Aceh, i den västra delen av landet, 1 700 km nordväst om huvudstaden Jakarta. Toppen på Cot Leuboy är 831 meter över havet.
Terrängen runt Cot Leuboy är huvudsakligen bergig.Runt Cot Leuboy är det ganska tätbefolkat, med 60 invånare per kvadratkilometer. Närmaste större samhälle är Reuleuet, 19,4 km nordväst om Cot Leuboy. I omgivningarna runt Cot Leuboy växer i huvudsak städsegrön lövskog.